# Hany Azer

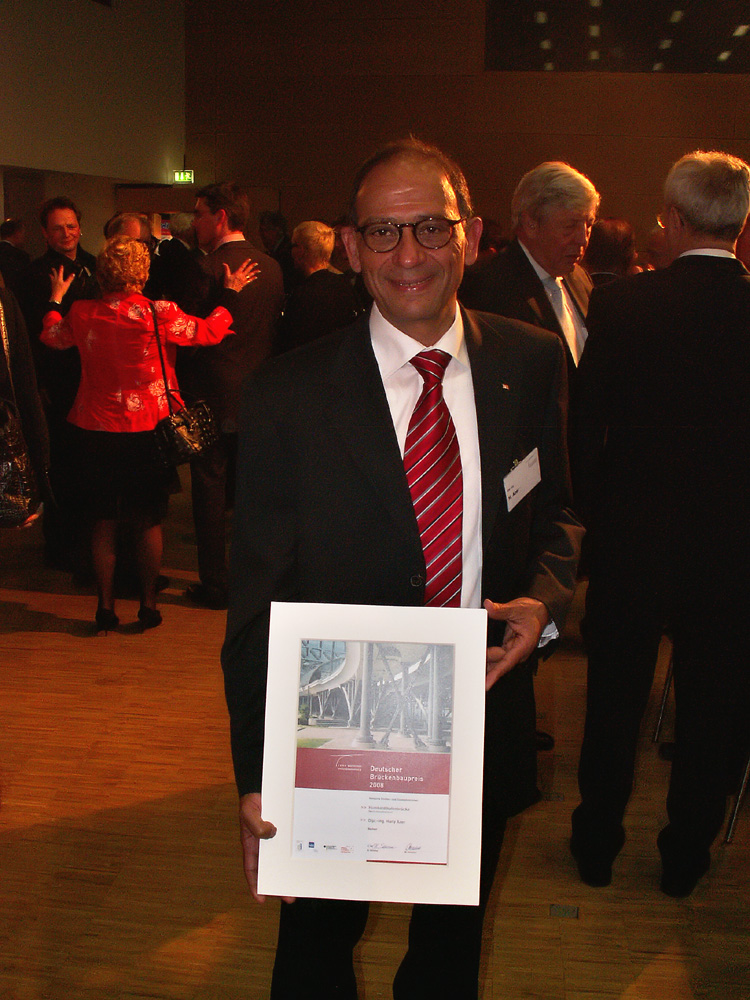
Hany Azer am Rande der Verleihung des Deutschen Brückenbaupreises 2008 (März 2008)

Hany Azer (koptisch: Ϩⲁⲛⲓ Ⲁⲍⲉⲣ, arabisch هاني عازر; * 11. November 1949 in Tanta) ist ein deutscher Bauingenieur ägyptischer Herkunft.
Vom 1. April 2008 bis 31. Mai 2011 hatte er die Gesamtleitung der Projekte Stuttgart 21 und Neubaustrecke Wendlingen–Ulm inne. Zuvor hatte er diese Position bei der Bahn-Tochter DB ProjektBau GmbH, Regionalbereich Ost, inne. Bekannt wurde er als Projektleiter des Berliner Hauptbahnhofs. In seiner Funktion als Projektleiter von Stuttgart 21 unterstand er direkt dem Vorstand der Deutschen Bahn AG.
Azer war später Mitarbeiter des Vorstands Technik der Deutschen Bahn für Großprojekte in Deutschland und Katar (Stand: Mai 2013). Er ist inzwischen Berater des ägyptischen Präsidenten.

## Werdegang
Azer ist das fünfte von sechs Kindern seiner Eltern. Sein Vater war am Bau der Bahnstrecke von Kairo nach Assuan beteiligt. Der Sohn eines Eisenbahningenieurs studierte zunächst an der Ain-Schams-Universität. Er zog 1973 (andere Quellen: 1974) von Ägypten nach Deutschland. Er studierte zunächst Medizin, wechselte auf ein Studium des Bauingenieurwesens in Bochum und machte 1979 seinen Abschluss. Im gleichen Jahr war er erstmals am Bau eines Tunnels beteiligt.
Er arbeitete als Bauleiter bei verschiedenen U-Bahn- und Brückenprojekten im Ruhrgebiet. 1989 wurde er Geschäftsstellenleiter der Bochumer Niederlassung von Bilfinger Berger.
1994 trat er in die „Projektgesellschaft für Verkehrsanlagen im Zentralen Bereich“ (PVZB) als Teilprojektleiter für Tunnelbau und Schildvortrieb ein; später übernahm er die Gesamtverantwortung für den Tunnel Nord-Süd-Fernbahn. Zum 1. Mai 2001 übernahm er die Bauverantwortung für den Berliner Hauptbahnhof. 2003 wurde er zum technischen Projektleiter (Sprecher) ernannt. Unter seiner Führung wurde der Bau rechtzeitig vor Beginn der Fußball-Weltmeisterschaft 2006 zum 28. Mai 2006 eröffnet. Auf der Baustelle erlitt er einen Herzinfarkt. Ursprünglich sollte der 1995 begonnene Bahnhofsbau im Jahr 2000 eröffnet werden. Später leitete er den Bau der Bahnanbindung zum Flughafen Berlin Brandenburg sowie der S-Bahn-Anbindung des Berliner Hauptbahnhofs in nördlicher Richtung („S21“).
Azer wurde von Hartmut Mehdorn Ende Februar 2008, mit Wirkung zum 1. April 2008, überraschend zum Gesamtprojektleiter für das Bahnprojekt Stuttgart–Ulm ernannt. Er löste in dieser Funktion Peter Marquart ab. Azer hatte bereits vor seinem Amtsantritt mit dem Aufbau einer Realisierungsgruppe begonnen. Kritiker warfen ihm immer wieder fehlende Kommunikation vor.
Die Leitung des Projekts Stuttgart 21 gab er auf eigenen Wunsch hin zum 31. Mai 2011 ab. Nach DB-Angaben sei Azer zunehmend persönlichen Anfeindungen und Bedrohungen ausgesetzt gewesen. Die Arbeit sei seit August 2010 nur noch unter Personenschutz möglich gewesen. Zuletzt habe er seine Stuttgarter Pendlerwohnung aus Sicherheitsgründen aufgeben müssen. Auch hätten Stuttgart-21-Gegner seine Familie bedroht.
Nach eigenen Angaben sei er aus persönlichen und beruflichen Gründen ebenso von dieser Funktion zurückgetreten wie aufgrund der angespannten öffentlichen Stimmung in Zusammenhang mit dem Projekt, nicht jedoch aufgrund von Kostensteigerungen und weiteren Risiken des Projekts. Es habe ihm jedoch an Wertschätzung für seine Arbeit für Stuttgart 21 gemangelt. 2010 und 2011 habe er zahlreiche beleidigende und drohende Briefe erhalten. Er wolle weiter für die Deutsche Bahn arbeiten, zunächst in Berlin. Seine Nachfolge trat im Juni 2011 Stefan Penn an. In seiner Zeit als Projektleiter stieg die Zahl der Mitarbeiter von einem halben Dutzend auf mehr als 100 an.
Er ist (Stand: Mai 2012) beim Vorstand Technik der Deutschen Bahn AG beschäftigt und dort zuständig für Großprojekte in Deutschland und Katar. Er sollte Teil einer von Hartmut Mehdorn initiierten Arbeitsgruppe zur schnellen Fertigstellung des Flughafens Berlin Brandenburg werden.
Laut einem Medienbericht stellte ihn die Deutsche Bahn dafür jedoch zunächst nicht frei. Dies geschah dann Mitte 2013.
Seit Mitte 2014 berät Azer den ägyptischen Präsidenten Abd al-Fattah as-Sisi als Vertreter der Regierung für die Bereiche Bahn, Tunnel und Verkehr. Zu Gunsten dieser Tätigkeit beendete er seine Tätigkeit für die Deutsche Bahn im Anfang März 2015. Er arbeitete zuletzt weiterhin direkt dem Vorstand der Deutschen Bahn zu, als Verantwortlicher für Großprojekte in Deutschland und Katar. Er war mit der Doha Metro befasst.
Azer gehört zu einem Beraterstab von deutschen, britischen und US-amerikanischen Beratern ägyptischer Herkunft, der sich alle zwei Monate für ein Wochenende trifft. In seiner neuen Funktion soll Azer unter anderem Tunnel unter dem Suez-Kanal durchtreiben.
Azer ist koptischer Christ, verheiratet und Vater zweier Söhne, die ebenfalls als Ingenieure arbeiten.

## Auszeichnungen
Bei der Wahl zum „Berliner des Jahres“ der Berliner Morgenpost erreichte er 2005 den 13. Platz. Am 1. Oktober 2006 erhielt er den Verdienstorden des Landes Berlin. Für seine Mitarbeit an der Humboldthafenbrücke am Hauptbahnhof Berlin erhielt er am 10. März 2008, neben anderen Beteiligten, den Deutschen Brückenbaupreis 2008 in der Kategorie Straßen- und Eisenbahnbrücken.
Am 5. April 2018 wurde ihm die Ehrendoktor-Würde der Ain-Schams-Universität Kairo verliehen. Zudem erhielt er in 2022 die Ehrendoktorwürde in Ingenieurwissenschaften von der arabische Universität Beirut.
2019 erhielt Azer das Bundesverdienstkreuz „für die Stärkung der Vertrauensbasis zwischen Deutschland und Ägypten“.
Im Jahr 2020 wurde er mit der Ehrenmedaille der Stadt Dortmund ausgezeichnet.